# Застава Лихтенштајна
Државна застава Лихтенштајна се састоји од две једнако широке водоравне линије плаве и црвене боје, са златном круном у горњем левом углу. Боје су највероватније дошле са ливреја краљевских двора Лихтенштајна из 18. века. Круна се додала 1937. године, када је Лихтенштајнска олимпијска екипа приметила да је застава идентична застави Хаитија. Дизајн круне се мало променио 1982. године.